# Michelle Buckingham
Michelle Therèse Buckingham (Los Ángeles, 1 de septiembre de 1968) es una deportista canadiense que compitió en judo.
Ganó una medalla en los Juegos Panamericanos de 1995 y ocho medallas en el Campeonato Panamericano de Judo entre los años 1990 y 2005. Participó en tres Juegos Olímpicos de Verano entre los años 1992 y 2000, su mejor actuación fue un decimotercer puesto logrado en Atlanta 1996 en la categoría de –61 kg.

## Palmarés internacional
| Juegos Panamericanos    | Juegos Panamericanos            | Juegos Panamericanos | Juegos Panamericanos |
| Año                     | Lugar                           | Medalla              | Categoría            |
| ----------------------- | ------------------------------- | -------------------- | -------------------- |
| 1995                    | Mar del Plata (Argentina)       | Medalla de plata     | –61 kg               |
| Campeonato Panamericano |                                 |                      |                      |
| Año                     | Lugar                           | Medalla              | Categoría            |
| 1990                    | Caracas (Venezuela)             | Medalla de plata     | –52 kg               |
| 1994                    | Santiago de Chile (Chile)       | Medalla de plata     | –61 kg               |
| 1997                    | Guadalajara (México)            | Medalla de oro       | –61 kg               |
| 2000                    | Orlando (Estados Unidos)        | Medalla de oro       | –57 kg               |
| 2001                    | Córdoba (Argentina)             | Medalla de bronce    | –57 kg               |
| 2002                    | Santo Domingo (Rep. Dominicana) | Medalla de bronce    | –57 kg               |
| 2003                    | Salvador (Brasil)               | Medalla de plata     | –57 kg               |
| 2005                    | Caguas (Puerto Rico)            | Medalla de bronce    | –57 kg               |